# Ateneo de Valencia
El Ateneo de Valencia es una institución cultural privada sin fines de lucro de Valencia, Venezuela. Fue fundado el 25 de febrero de 1936 por María Clemencia Camarán. Sirve para presentaciones de teatro, como museo, Biblioteca pública y para múltiples actividades culturales.
Entre los eventos que se realizan en el ateneo, se encuentran: la Bienal latinoamericana de Literatura «José Rafael Pocaterra», la Bienal latinoamericana de Ensayo «Enrique Bernardo Núñez» y la Bienal latinoamericana de Literatura para niños «Canta Pirulero».

## Historia
En la ciudad de Valencia el 25 de febrero de 1936, por excitación de la señora Maria Clemencia Camarán de Aude, se reunió en la casa de la señora Josefa Iribarren de Iturriza un grupo de personas convocadas al efecto, con el objeto de fundar el Ateneo de Valencia, la propuesta fue aceptada; funcionó por primera vez en la planta de un viejo caserón colonial ubicado por la calle Páez. Allí paso 17 años.
Luego el Consejo de Valencia le cedió el dinero para la construcción de una nueva sede y el gobierno regional realizó un concurso nacional para la elaboración de los planos y el levantamiento de los presupuestos. El proyecto ganador fue el del Arquitecto José Miguel Galia, su diseño proponía, de manera simple mediante rectángulos y círculos, la conveniencia del descenso de la luz natural sobre las obras de arte. Dentro de esa trama tridimensional compusieron las distintas áreas de acuerdo a su función y jerarquía. El edificio se empezó a construir en 1951 e inaugurado el año siguiente por la presidenta Lucila Martín.
Durante el mandato del Presidente de Venezuela, Dr. Jaime Lusinchi y el gobernador de Carabobo Prof. Oscar Celli Gerbasi el Ateneo de Valencia fue testigo de un apoyo histórico por parte de ambos mandatarios, quienes planificaron y activaron las salas principales del Ateneo. Para ambos líderes socialdemócratas la cultura es fundamental, activando también en la década de los 80's importantes obras como el Museo de la Cultura Braulio Salazar, la casa de la cultura de Ciudad Alianza y La Casa del Artista Plástico en avenida Paseo Cabriales. 
La edificación cumplió con las funciones previstas en su concepto espacial, durante quince años. Pero lamentablemente, fue perdiendo su perfil, hasta que en 1991 a la llegada del escritor José Napoleón Oropeza a la presidencia del Ateneo de Valencia, la junta directiva se plantea la opción de devolver al Centro su rostro original y a su vez modernizarlo.
El proyecto de recuperación va al mando del Arquitecto Franz Rísquez y de la Ingeniera Amel Beze. Entre los planes fundamentales estaba la creación del Museo Salón “Arturo Michelena” cuyo objetivo es proporcionar al público el conocimiento de la colección de arte del Ateneo. Surgen los talleres, centro para la docencia y la creación artística como el Centro Piloto de Capacitación en Arte «Luis Eduardo Chávez».

## Sede actual
El ateneo de hoy cuenta con el Museo Salón Arturo Michelena, una de las más valiosas pinacotecas de arte venezolano, producto de seis décadas de intenso trabajo en el Salón Michelena, así como de adquisiciones y donaciones de los artistas. Un museo que hacía falta para lograr la comprensión de nuestro devenir en el área de las artes visuales.
El Ateneo de Valencia en su afán por promover la cultura creó talleres, la biblioteca Enrique Tejera, la Bienal de literatura, grupos de teatros entre otros programas permanentes como:
- Teatro Infantil Cataplum.
- Cátedra de Estudios Libres Ida Gramcko.
- Programa La Mandrágora.
- Teatro de Cámara Latinoamericano.
- Fondo Editorial Cubagua.
- Casa de los Talleres.

Además del Festival de las Artes Arturo Michelena, los programas de Correcaminos, La Luciérnaga, Teatro Cámara Latinoamericano y el Centro Experimental de Teatro. Actualmente se estudia el establecimiento de tres nuevos programas permanentes: Festival Latinoamericano de video Claudio Perna, Centro de Documentación e Investigación para las artes José Napoleón Oropeza y la Trienal de Escultura.

### Centro Piloto
El Centro Piloto de Capacitación en Arte «Luis Eduardo Chávez» del Ateneo de Valencia. Inició su curso en 1994 y desde entonces se ha convertido en un portal para los jóvenes del estado Carabobo que desean ampliar sus conocimientos artísticos; así como también brinda cursos curriculares y talleres libres de fotografía, dibujo, pintura libre, creatividad infantil, orfebrería y teatro.
A sus sesenta y siete años el ateneo sigue luchando para el crecimiento del reconocimiento, promover la magia artística y a brotar la creatividad del venezolano; para así hacer llegar la importancia del arte y de lo significativo que es tener cultura visual.